# Мачаїдзе Манучар Доментійович
Манучар Доментійович Мачаїдзе (груз. მანუჩარ მაჩაიძე; нар. 25 березня 1949, Амбролаурі, Грузинська РСР, СРСР) — радянський футболіст, півзахисник. Чемпіон і володар кубка СРСР.

## Клубна кар'єра
Вихованець тбіліської 35-ї спеціалізованої середньої школи. З 1967 року у складі тбіліського «Динамо». В чемпіонаті СРСР дебютував 1 червня 1968 року — проти ташкентського «Пахтакора» (нічия 0:0). В основному складі закріпився у 1970 році. У першому повноцінному сезоні виконав норматив на звання «Майстер спорту».
Протягом 70-х років був лідером середини поля грузинської команди. Рекордсмен «Динамо» за кількістю медалей чемпіонату СРСР: золота, срібна і чотири бронзових (разом з Давидом Кіпіані). Тривалий час був капітаном команди. Протягом 1977—1979 років брав участь у всіх офіційних матчах команди (94 — у чемпіонаті, 15 — у кубку, 14 — в єврокубках). У 1978—1979 роках — найкращий центральний півзахисник радянського футболу. Всього до списку «33 найкращих футболістів» входив вісім разів (№ 2 — 1973, 1974; № 3 — 1971, 1972, 1976, 1977)
За тринадцять сезонів провів 295 лігових матчів, це п'ятий показник у радянському чемпіонаті серед футболістів клубу. Входить до двадцятки найкращих бомбардирів тбіліського «Динамо» в чемпіонатах СРСР (42 забитих м'ячі, 17 місце).
Учасник трьох фіналів кубка СРСР. У вирішальному матчі 1970 року, грузинські футболісти, поступилися московському «Динамо» (1:2), а в 1976 і 1979 роках здобули перемоги над єреванським «Араратом» (3:0) та московським «Динамо» (у серії післяматчевих пенальті). Всього провів 58 кубкових ігор (5 голів). У єврокубкових турнірах провів 28 поєдинків, відзначився забитими м'ячами у ворота болгарської «Славії» і угорського МТК.
З 1970 року, кольори клубу захищав і молодший брат — Гоча Мачаїдзе. Брати Мачаїдзе — найтитулованіший родинний дует тбіліського «Динамо» часів радянського футболу: вісім медалей чемпіонату і три нагороди за перемоги у кубку.
У розпалі сезону 1980 року, через конфлікт з керівництвом, залишив команду. До кінця сезону захищав кольори ташкентського «Пахтакора» (13 матчів, 1 забитий м'яч). На початку наступного року виступав за московський «Спартак». Брав участь в іграх Кубка європейських чемпіонів проти мадридського «Реала» (0:0, 0:2).
Незабаром перейшов до кутаїського «Торпедо». Вніс вагомий внесок у здобуття путівки до вищої ліги і затвердження команди серед елітних клубів радянського футболу. 1982 рік став останнім в його ігровій кар'єрі. Всього в елітному дивізіоні провів 325 матчів (37-й показник в історії радянської ліги).

## Виступи у збірних
З 1971 по 1975 рік захищав кольори олімпійської команди. У відбіркових турнірах на літні Олімпійських іграх 1972 брав участь у матчах проти команд Австрії (1:0) і Франції (3:1, відзначилися Манучар Мачаїдзе і двічі Олег Блохін). У кваліфікації на Олімпіаду в Монреалі зіграв зі збірними Югославії (1:1) й Ісландії (2:0).
У складі національної команди дебютував 17 квітня 1974 року. На виїзді радянські футболісти здобули перемогу над командою Югославії з мінімальним рахунком 1:0 (гол забив Давид Кіпіані). У листопаді-грудні 1976 року брав участь у турне по Південній Америці. Радянська команда провела три офіційних матчі: проти збірних Бразилії (2:2), Аргентини (1:1) й Уругвая (3:1). Манучар Мачаїдзе виходив на поле у перших двох поєдинках. Четвертий матч за збірну СРСР провів 19 травня 1979 року — нічия у кваліфікації на Євро-80 проти команди Угорщини (2:2).
Того ж року, у складі збірної Грузинської РСР, виступав на Спартакіаді народів СРСР. Грузинська команда, сформована виключно з гравців тбіліського «Динамо», здобула срібні нагороди турніру.

## Наступні роки
У 1984—1985 роках очолював тбіліський «Локомотив», який виступав у дев'ятій зоні другої ліги.
В наступні роки працював начальником будівельного управління, заступником директора будівельного тресту Закавказької залізниці, директором Тбіліського заводу залізобетонних виробів. 1995 року обраний до Парламенту Грузії.
26 березня 2013 року рішенням Міністерства спорту та у справах молоді Грузії надано звання Лицар спорту Грузії.

## Досягнення
- Чемпіон СРСР (1): 1978
- Срібний призер (1): 1977
- Бронзовий призер (4): 1971, 1972, 1976 (весна), 1976 (осінь)
- Володар Кубка СРСР (2): 1976, 1979
- Фіналіст Кубка СРСР (2): 1970, 1980
- Другий призер першої ліги (1): 1981
- Срібний призер Спартакіади народів СРСР (1): 1979

## Статистика
Статистика клубних виступів:
| Сезон             | Команда           | Чемпіонат | Чемпіонат | Чемпіонат | Кубок | Кубок | Єврокубки | Єврокубки | Єврокубки |
| Сезон             | Команда           | Л         | І         | Г         | І     | Г     | Т         | І         | Г         |
| ----------------- | ----------------- | --------- | --------- | --------- | ----- | ----- | --------- | --------- | --------- |
| 1968              | «Динамо» Тб       | Д-1       | 4         | 0         | —     | —     | —         | —         | —         |
| 1969              | «Динамо» Тб       | Д-1       | 6         | 1         | —     | —     | —         | —         | —         |
| 1970              | «Динамо» Тб       | Д-1       | 18        | 0         | 5     | 0     | —         | —         | —         |
| 1971              | «Динамо» Тб       | Д-1       | 30        | 5         | 2     | 0     | —         | —         | —         |
| 1972              | «Динамо» Тб       | Д-1       | 21        | 2         | 4     | 0     | КУ        | 2         | 0         |
| 1973              | «Динамо» Тб       | Д-1       | 30        | 4         | 4     | 0     | КУ        | 6         | 1         |
| 1974              | «Динамо» Тб       | Д-1       | 29+1      | 7         | 8     | 2     | —         | —         | —         |
| 1975              | «Динамо» Тб       | Д-1       | 29        | 6         | 4     | 2     | —         | —         | —         |
| 1976              | «Динамо» Тб       | Д-1       | 13        | 3         | 5     | 0     | КК        | 4         | 1         |
| 1976              | «Динамо» Тб       | Д-1       | 12        | 1         | 5     | 0     | КК        | 4         | 1         |
| 1977              | «Динамо» Тб       | Д-1       | 30        | 3         | 1     | 0     | КУ        | 6         | 0         |
| 1978              | «Динамо» Тб       | Д-1       | 30        | 2         | 6     | 0     | КУ        | 4         | 0         |
| 1979              | «Динамо» Тб       | Д-1       | 34        | 7         | 8     | 1     | КЧ        | 4         | 0         |
| 1980              | «Динамо» Тб       | Д-1       | 10        | 1         | 7     | 0     | —         | —         | —         |
| 1980              | «Пахтакор»        | Д-1       | 13        | 1         | —     | —     | —         | —         | —         |
| 1981              | «Спартак» М       | Д-1       | 2         | 0         | 1     | 0     | КЧ        | 2         | 0         |
| 1981              | «Торпедо» Кт      | Д-2       | 30        | 6         | —     | —     | —         | —         | —         |
| 1982              | «Торпедо» Кт      | Д-1       | 15        | 0         | 3     | 0     | —         | —         | —         |
| Усього за кар'єру | Усього за кар'єру | Д-1       | 326       | 43        | 58    | 5     | —         | 28        | 2         |
| Усього за кар'єру | Усього за кар'єру | Д-2       | 30        | 6         | 58    | 5     | —         | 28        | 2         |

Статистика виступів за збірну:
| Дата       | Місто          | Господарі | Результат | Гості    | Турнір            | Голи | Примітки |
| ---------- | -------------- | --------- | --------- | -------- | ----------------- | ---- | -------- |
| 17/04/1974 | Зениця         | Югославія | 0 – 1     | СРСР     | товариський матч  | -    | 68'      |
| 28/11/1976 | Буенос-Айрес   | Аргентина | 0 – 0     | СРСР     | товариський матч  | -    |          |
| 01/12/1976 | Ріо-де-Жанейро | Бразилія  | 2 – 0     | СРСР     | товариський матч  | -    |          |
| 19/05/1979 | Тбілісі        | СРСР      | 2 – 2     | Угорщина | Відбір до ЧЄ 1980 | -    |          |
| Усього     |                | Матчів    | 4         |          | Голів             | 0    |          |